# Schönbach, Görlitz
Schönbach är en kommun och ort i Landkreis Görlitz i förbundslandet Sachsen i Tyskland. Kommunen har cirka 1 000 invånare.
Kommunen ingår i förvaltningsområdet Neusalza-Spremberg tillsammans med kommunerna Dürrhennersdorf och Neusalza-Spremberg.